# Friedrich Caspary
Friedrich Caspary (* 10. Mai 1901 in Frankfurt am Main; † 15. Juni 1978) war ein hessischer Politiker (SPD) und ehemaliger Abgeordneter des Hessischen Landtags.

## Ausbildung und Beruf
Friedrich Caspary besuchte die Volksschule, Höhere Schule und das Beamtenseminar. Bis 1933 war er Kommunalbeamter bei der Stadt Frankfurt am Main. 1933 wurde er im Rahmen der Machtergreifung der Nationalsozialisten entlassen. 1934 bis 1945 arbeitete er als Wirtschafts- und Steuerberater. 1945 wurde er rehabilitiert und als Stadtamtmann und Dienststellenleiter des Wohnungsamtes wieder in den Dienst der Stadt übernommen. 1946 wurde er wegen eines schweren Augenleidens in den Ruhestand versetzt.

## Politik
Friedrich Caspary war seit 1923 Mitglied der SPD. Vor 1933 war er Mitglied des Beamtenausschusses der SPD und Vorstandsmitglied des Allgemeinen Deutschen Beamtenbundes.
1945 nahm er seine politische Arbeit wieder auf und wurde Stadtverordneter in Frankfurt am Main. In der SPD Hessen war er ab dem 17. April 1946 Vorsitzender des Verfassungsausschusses. Vom 15. Juli 1946 bis zum 30. November 1946 war er Mitglied der Verfassungsberatenden Landesversammlung Groß-Hessen und vom 1. Dezember 1946 bis zum 8. Januar 1948 Mitglied des Hessischen Landtags. Gleichzeitig mit seinem Rücktritt aus dem Landtag trat er aus der SPD aus. Anlass war eine Rüge des Parteischiedsgerichtes an der von ihm geäußerten heftigen Kritik am Bezirksvorstand Hessen Süd und Wilhelm Knothe.

## Ehrungen
- 1966: Wilhelm-Leuschner-Medaille[2]